# Институт алтаистики имени С. С. Суразакова
Научно-исследовательский институт алтаистики имени С. С. Суразакова — одно из старейших научных учреждений Республики Алтай, научный и культурный центр Республики Алтай.

## История Института
Институт создан распоряжением Совета Министров СССР от 10 ноября 1951 года № 21444-р и решением Исполнительного комитета областного Совета депутатов трудящихся Горно-Алтайской автономной области от 07 мая 1952 года № 16 как Горно-Алтайский научно-исследовательский институт истории, языка, литературы.
Институт переименован в Горно-Алтайский научно-исследовательский институт общественных наук в соответствии с решением Исполнительного комитета областного Совета депутатов трудящихся Горно-Алтайской автономной области от 08 августа 1989 года № 296; в Горно-Алтайский институт гуманитарных исследований в соответствии с постановлением Президиума Государственного Собрания — Эл Курултай Республики Алтай от 22 февраля 1995 года № 25; в Государственное учреждение Республики Алтай «Институт алтаистики им. С. С. Суразакова» постановлением Правительства Республики Алтай от 17 июля 2001 года № 196; в Государственное научное учреждение Республики Алтай «Научно-исследовательский институт алтаистики им. С. С. Суразакова» на основании постановления Правительства Республики Алтай № 267 от 05 декабря 2008 года.
В соответствии с постановлением Правительства Республики Алтай от 04 августа 2011 года № 187 переименован в бюджетное научное учреждение Республики Алтай «Научно-исследовательский институт алтаистики им. С. С. Суразакова».
Учредителем и собственником имущества является Республика Алтай. Функции и полномочия учредителя от имени Республики Алтай осуществляет Министерство образования и науки Республики Алтай, а функции и полномочия собственника имущества Института от имени Республики Алтай осуществляет Министерство природных ресурсов, экологии и имущественных отношений Республики Алтай в соответствии с Указом главы Республики Алтай от 22 октября 2014 года № 272-у.
Основными направлениями деятельности института были определены научно–исследовательская работа по языкознанию, диалектологии, литературоведению, истории, этнографии, фольклору народов Горного Алтая, создание научных и научно–популярных работ по этим направлениям и написание учебников и учебных пособий. Первые десять лет штат сотрудников состоял всего из семи человек, среди них П. Е. Тадыев и Е. М. Тощакова. 
Большой вклад в создание научного центра внесли учёные Н. А. Баскаков, Л. П. Потапов. Первым директором института был назначен кандидат филологических наук С. С. Суразаков.
В разные годы институт возглавляли кандидаты наук Тощакова, Мултуева, Тадыев, Эдоков, Пустогачев. В стенах института трудились известные учёные С. Я. Пахаев, Ф. С. Сатлаев, В. И. Эдоков, В. Н. Тадыкин, Т. С. Тюхтенев. 
В феврале 1995 г. Государственное Собрание-Эл Курултай Республики Алтай принял постановление о преобразовании института в Горно-Алтайский институт гуманитарных исследований. Это было связано с появлением новых секторов в работе института в области социологии, демографии и экономики. В июле 2001 г. Правительство Республики Алтай приняло решение преобразовать ИГИ РА в Институт Алтаистики и о присвоении ему имени первого директора С. С. Суразакова.

## Научная деятельность
В Институте действовало шесть секторов: археологии, истории, литературы, фольклора, этнографии и языка. Трудится более 50 учёных. Среди них 37 кандидатов и докторов наук, из них 1 доктор наук — З. С. Казагачева, и 29 кандидатов наук по различным специальностям. Институт имеет фундаментальную научную библиотеку, фонд которой составляет 25000 томов. Кроме того, Институт располагает архивным фондом, который содержит около 2 тысяч единиц хранения, археологическими материалами. 
Научными сотрудниками Института опубликовано более 4000 научных и научно-популярных работ.  С 2010 году изданы такие значимые для республики работы, как «Энциклопедия Республики Алтай», «История Горного Алтая (том II): Горный Алтай в составе Российского государства (1756—1916 гг.)», готовится к изданию том III «История Горного Алтая (1917—1991 гг.)».
Фольклористы совместно с Институтом филологии СО РАН в ходе работы по проекту «Памятники фольклора народов Сибири и Дальнего Востока», опубликовали «Мифы, легенды и предания алтайцев», «Алтай баатырлар» (XIV том), «Алтайские народные песни», «Алтайский обрядовый фольклор». Научные сотрудники института являлись исполнителями ряда проектов РГНФ.
В 2005—2006 годах решением Главы Республики Алтай М. И. Лапшина и Правительства Республики Алтай здание Института являющееся памятником архитектуры (дом бийского купца М. Бодунова) был капитально отреставрирован. На фасаде дома находится мемориальная доска, гласящая, что в этом здании в декабре 1919 года находился революционный комитет партизанского движения. 
С 2008 года Институт реализует программу «Этнокультурное наследие Республики Алтай — основа устойчивого развития региона». Переход от бюджетно-целевого к программно-целевому методу планирования позволил качественно повысить уровень научных исследований, скоординировать работу имеющегося научно-исследовательского потенциала, уйти от мелкотемья. Претерпела изменения организационная структура Института. Сектора были упразднены в 2010 году, появились научно-исследовательские группы, в рамках которых формировался авторский коллектив по выполнению конкретных научно-исследовательских тем. Институт тесно сотрудничает с российскими и зарубежными научными центрами. 
С 2002 по 2013 года Институтом руководила кандидат исторических наук Н. М. Екеева.
С 2013 года по настоящее время Институт возглавляет кандидат исторических наук Н. В. Екеев.